# Juan X Yazigi
Juan X Yazigi (árabe يوحنا العاشر يازجي) (nacido en Latakia en 1955) es un religioso sirio, actual Patriarca de Antioquía y todo el Oriente de la Iglesia ortodoxa de Antioquía.

## Biografía
Youhanna Yazigi nació en 1955 en Latakia, Siria. Se graduó en la Universidad de Tishreen con una licenciatura en Ingeniería Civil; posteriormente se licenció en Teología en 1978 en el Instituto de Teología San Juan Damasceno de la Universidad de Balamand; por último, en 1983, se graduó en la Facultad de Teología de la Universidad Aristóteles de Salónica. También tiene una licenciatura en música bizantina en el Conservatorio de Música Bizantina de Salónica.
Fue ordenado diácono en 1979 y sacerdote en 1983. El 24 de enero de 1995 fue consagrado como obispo vicario de Al-Hosn. Después de su consagración, el obispo Juan de inmediato comenzó a trabajar para reactivar el monasterio patriarcal de San Jorge en Al-Humayrah, sirviendo como abad del monasterio de 1995 a 2002. A través de sus esfuerzos, el monasterio se convirtió en un centro de la vida espiritual y pública de la zona.
Desde 1981 hasta 2008 fue instructor de la liturgia en el Seminario Balamand. Desde 1989 hasta 1992, y nuevamente desde 2001 hasta 2005, fue también el rector del seminario. Durante su segundo periodo como rector, fue también el abad del monasterio de Balamand. El 17 de junio de 2008 fue elegido obispo metropolitano de Europa occidental y central. En 2010 el título fue cambiado a Metropolitano de Europa.
El 17 de diciembre de 2012, tras la muerte del patriarca anterior, Juan fue elegido como el nuevo Patriarca de Antioquía. El nuevo patriarca llegó a Damasco el 20 de diciembre de 2012 para las oraciones en la Catedral Mariamita de Damasco, y el día 23 se celebró la solemne Divina Liturgia de instalación y acción de gracias. En su sermón, el patriarca Juan X hizo hincapié en su rechazo de toda interferencia occidental en la insurgencia armada en Siria y su conflicto civil, así como su intención de promover la coexistencia pacífica con los musulmanes y otros sirios. 
| Predecesor: Ignacio IV Hazim | Patriarca de Antioquía y todo el Oriente 2012 - | Sucesor: En el cargo |

- Datos: Q1146609
- Multimedia: John X of Antioch / Q1146609